# راموس مخیا
راموس مخیا (به اسپانیایی: Ramos Mejía) شهری در کشور آرژانتین، استان بوئنوس آیرس است که در سال ۲۰۰۹ میلادی، حدود ۹۷٬۰۷۶ نفر جمعیت داشته است.